# Shō Kamogawa
Shō Kamogawa (japanisch 鴨川 奨 Kamogawa Shō; * 7. Februar 1983 in der Präfektur Ōita) ist ein ehemaliger japanischer Fußballspieler.

## Karriere
Kamogawa erlernte das Fußballspielen in der Schulmannschaft der Oita Tsurusaki High School und der Universitätsmannschaft der Juntendo-Universität. Seinen ersten Vertrag unterschrieb er 2005 bei Nagoya Grampus Eight. Der Verein spielte in der höchsten Liga des Landes, der J1 League. Für den Verein absolvierte er sieben Erstligaspiele. 2008 wechselte er zum Drittligisten Fagiano Okayama. Danach spielte er bei Hoyo Elan Oita. Ende 2011 beendete er seine Karriere als Fußballspieler.